# Theorema van Koopmans
Het theorema van Koopmans is in de kwantumchemie bekende stelling. De Nederlander Tjalling Koopmans definieerde het in de jaren dertig van de twintigste eeuw. In dit theorema wordt gesteld dat de verwachtingswaarde van de Hamiltoniaan {\displaystyle \langle H\rangle } van een geïoniseerd veeldeeltjessysteem gelijk is aan de energie {\displaystyle E_{v}} van het ongeïoniseerde systeem minus de ionisatie-energie {\displaystyle \epsilon _{k}}:
{\displaystyle \langle H\rangle =E_{v}-\epsilon _{k}}
Dit theorema is van belang voor de computationele chemie, zoals bij de Hartree-Fock-methode.

## Hartree-Fock-energie
De Hartree-Fock energie kan worden geïnterpreteerd worden als een fysieke hoeveelheid in plaats van een Lagrange-vermenigvuldiger. Dit kan gedaan worden door te kijken naar het verschil in energie tussen twee systemen. 
{\displaystyle E_{hf}^{N}=\sum _{\gamma =1}^{N}\langle \gamma ,h^{ip}\gamma \rangle +{\frac {1}{2}}\sum _{\sigma =1}^{N}\sum _{\gamma =1}^{N}\langle \gamma ,\sigma |w|\gamma ,\sigma \rangle -\langle \gamma ,\sigma |w|\sigma ,\gamma \rangle }
Eén waarbij N deeltjes aanwezig zijn en een waarin één deeltje uit het systeem is gehaald. Het verschil tussen de energieën is dan:
{\displaystyle E_{hf}^{N}-E_{hf}^{N-1,\theta }=\langle \theta ,h^{ip}\theta \rangle +\sum _{\gamma =1}^{N}\langle \gamma ,\theta |w|\gamma ,\theta \rangle -\langle \gamma ,\theta |w|\theta ,\gamma \rangle }
Hierbij is ervan uitgegaan dat het systeem groot genoeg is om de functies {\displaystyle \gamma } niet te veranderen. 

## Voorbeeldberekening uitwisselingsterm
Om te zien hoe de tweede term tot stand komt kan gekeken worden naar het volgende voorbeeld. Laat {\displaystyle f(\gamma ,\sigma )} gedefinieerd zijn als de volgende functie.
{\displaystyle f(\gamma ,\sigma )=f(\sigma ,\gamma )=<\sigma ,\gamma |w|\sigma ,\gamma >-<\sigma ,\gamma |w|\gamma \sigma >}
Hierin is de eerste gelijkheid voortkomt uit het feit dat de energie tussen deeltje 1 en 2 hetzelfde is als tussen deeltjes 2 en 1. Om {\displaystyle E_{hf}^{N}-E_{hf}^{N-1,\theta }} te berekenen moet onder andere gekeken worden naar de volgende term (in het geval van 3 deeltjes):
{\displaystyle \sum _{\sigma =1}^{3}\sum _{\gamma =1}^{3}f(\sigma ,\gamma )-\sum _{\sigma \neq 1}^{3}\sum _{\gamma \neq 1}^{3}f(\sigma ,\gamma )}
Deze term wordt hier berekend met een simpel voorbeeld. We bekijken eerst de volgende term:
{\displaystyle \sum _{\sigma =1}^{3}\sum _{\gamma =1}^{3}f(\sigma ,\gamma )=\sum _{\sigma =1}^{3}(f(\sigma ,1)+f(\sigma ,2)+f(\sigma ,3))=f(1,1)+f(1,2)+f(1,3)+f(2,1)+f(2,2)+f(2,3)+f(3,1)+f(3,2)+f(3,3)}
Omdat {\displaystyle f(\gamma ,\gamma )=0}:
{\displaystyle \sum _{\sigma =1}^{3}\sum _{\gamma =1}^{3}f(\sigma ,\gamma )=f(1,2)+f(1,3)+f(2,1)+f(2,3)+f(3,1)+f(3,2)}
Nu de term met een missend deeltje:
{\displaystyle \sum _{\sigma \neq 1}^{3}\sum _{\gamma \neq 1}^{3}f(\sigma ,\gamma )=\sum _{\sigma \neq 1}^{3}(f(\sigma ,2)+f(\sigma ,3))=f(2,2)+f(2,3)+f(3,2)+f(3,3)=f(2,3)+f(3,2)}
Daar volgt uit dat:
{\displaystyle \sum _{\sigma =1}^{3}\sum _{\gamma =1}^{3}f(\sigma ,\gamma )-\sum _{\sigma \neq 1}^{3}\sum _{\gamma \neq 1}^{3}f(\sigma ,\gamma )=f(1,1)+f(1,2)+f(1,3)+f(2,1)+f(3,1)=f(1,2)+f(1,3)+f(2,1)+f(3,1)}
Als er nu naar de volgende term wordt gekeken:
{\displaystyle 2\sum _{\gamma =1}^{3}f(1,\gamma )=2f(1,1)+2f(1,2)+2f(1,3)=2f(1,2)+2f(1,3)}
Volgt samen met het feit dat {\displaystyle f(\gamma ,\sigma )=f(\sigma ,\gamma )} dat:
{\displaystyle \sum _{\sigma =1}^{3}\sum _{\gamma =1}^{3}f(\sigma ,\gamma )-\sum _{\sigma \neq 1}^{3}\sum _{\gamma \neq 1}^{3}f(\sigma ,\gamma )=2\sum _{\gamma =1}^{3}f(1,\gamma )}
Wat precies de term is tussen de verschillen in de energieën in het systeem met N en N-1 deeltjes.